# La Baña (Encinedo)
La Baña es una localidad del municipio de Encinedo en la Comarca de La Cabrera, en la provincia de León, comunidad autónoma de Castilla y León, en España.
Es el pueblo que mejor ejemplifica la transformación sufrida por la Comarca de La Cabrera en los últimos cincuenta años. Tres bancos, dos supermercados un estanco-bazar y cuatro bares-restaurantes. Seis empresas pizarreras con más de 550 empleos directos: todo ello para una población de unos 700 habitantes.
De lo que fue el viejo poblachón perdido en lo más profundo de un valle remoto, apenas queda nada ante la avalancha de nuevas construcciones. Tiene buena iglesia, grande y con una espléndida espadaña. Se conservan varios molinos, algunos ya en ruina, y restos de los pequeños pozos donde se ponía a ablandar el lino.
Pero los atractivos mayores están fuera del pueblo y son sobre todo el lago de origen glaciar, a unos 10 km., de donde nace el río Cabrera,

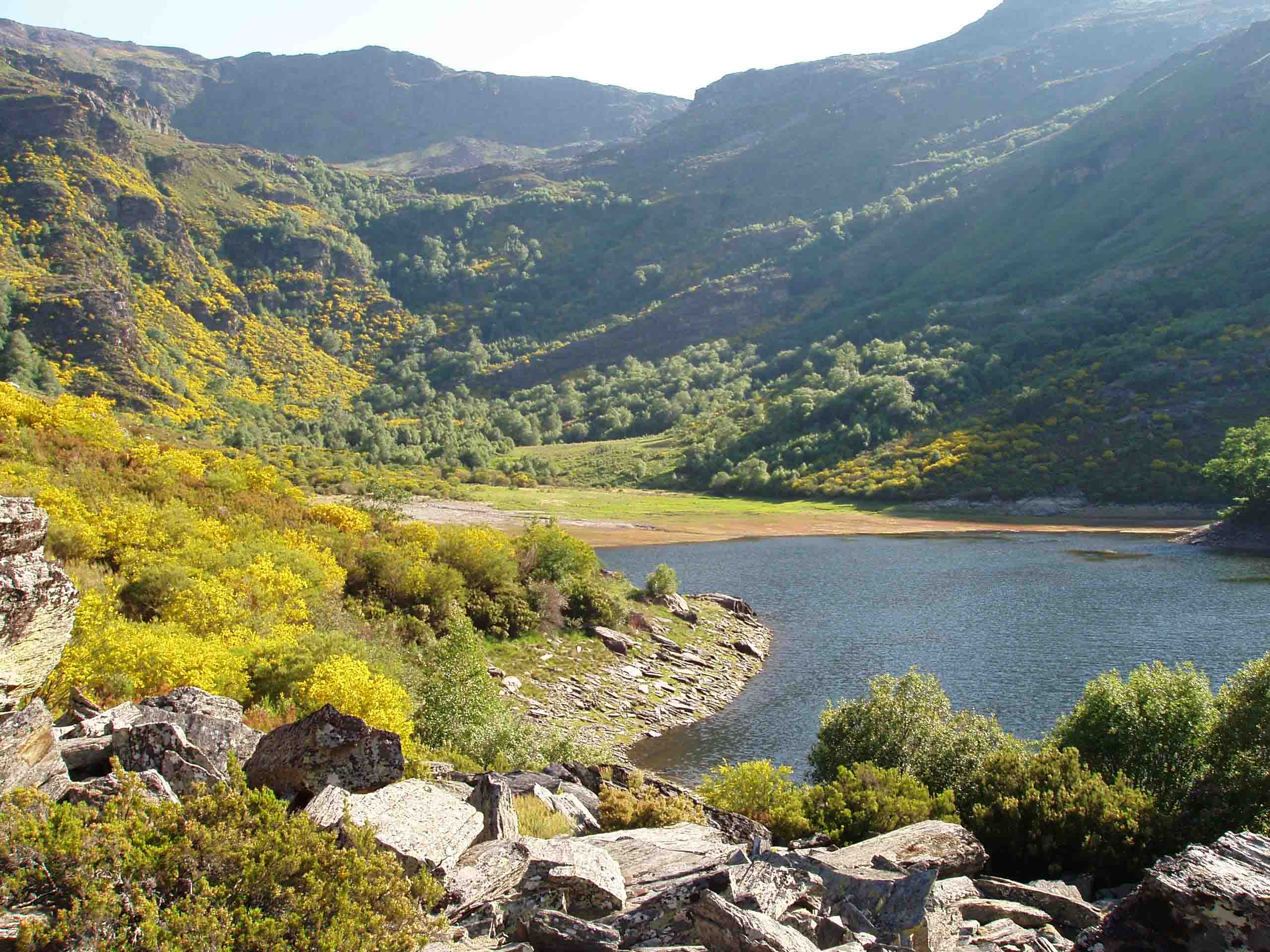
Lago de La Baña en el mes de junio.

 pero también "La Fervienza", una hermosa cascada en un entorno espectacular.

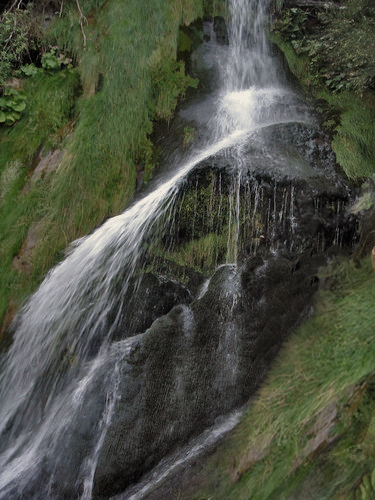
La Fervienza es una cascada o salto de agua situada a escasos kilómetros de La Baña. Este hidrónimo, común en todo el dominio lingüístico asturleonés, hace referencia al aparente efecto de ebullición que hace el agua al romper contra las piedras. Su etimología proviene del latín FERVERE = 'hervir', voz que ha mantenido su forma primigenia en el dialecto cabreirés.

A los dos sitios se llega sin mayor dificultad. Por lo demás, la situación del pueblo ofrece un excelente punto de partida para excursiones a otros puntos no menos interesantes: a la comarca de Sanabria por una pista forestal y a la comarca de Valdeorras ya en Orense, por carretera, donde se encuentran sitios del mayor interés, como el famoso bosque de tejos llamado "El teixadal" o las ruinas de las explotaciones de wolframio, de tanta importancia en la Segunda Guerra Mundial y algunos años después.
No se puede dejar de señalar que La Baña sirve de escenario a dos novelas. La primera, publicada en 1921, es "Entre brumas". El autor, José Aragón Escacena, ejerció como maestro en Silván, pueblo del municipio de Benuza, cercano a La Baña. La novela no es buena, pero tiene el atractivo de que reproduce con fidelidad el dialecto que hablaba la gente, además de retratar el ambiente y otras curiosidades interesantes. La segunda es "Antonio B. el Rojo" sobre un personaje nativo del pueblo y sus correrías por él en los años de la posguerra cargados de penuria. Su autor es el novelista vasco Ramiro Pinilla y fue publicada en 1977. En realidad, al protagonista le llamaban en La Baña "el ruso", contundente apodo con el que se trataba en aquel tiempo de aludir a la maldad por excelencia. En La Baña aún se puede oír el dialecto bañés, variante del Asturleonés y se distingue de este por una entonación o acento únicos. Este dialecto ha sido recogido en el Vocabulario de La Baña, obra del autor Jonatan Rodríguez Bayo y publicado en el año 2007 por la Academia de la Lengua Asturiana.

## Historia
Así describía Pascual Madoz, en la primera mitad del siglo XIX, a La Baña en el tomo III del Diccionario geográfico-estadístico-histórico de España y sus posesiones de Ultramar:

Lugar en la provincia de León (15 leguas), partido judicial de Ponferrada, diócesis de Astorga, audiencia territorial y capitanía general de Valladolid. Es cabeza del ayuntamiento de su nombre compuesto de los pueblos de Quintanilla, Ambasaguas, Robledo de Losada, Trabazos, Santa Eulalia, Encinedo, Forna, y Losadilla. Situado en un valle espacioso a las 2 márgenes del río Cabrera; está bien ventilado por el Norte y el Este, padeciendo sus habitantes por lo general la enfermedad llamada bocios. Consta de 191 casas casi todas terrenas y cubiertas de paja entre las cuales se ven algunas de 2 pisos con tejado de pizarra; las calles están bien trazadas, pero se hallan bastante sucias; tiene cárcel, casa de ayuntamiento y 1 iglesia parroquial dedicada a los Santos Justo y Pastor, cuyo curato es de presentación del pueblo. Confina el término, Norte Silban, Este Forna, Sur las montañas que dividen la provincia de la de Zamora, y Oeste con las sierras de Casayo divisorias con Orense: el Terreno es de buena calidad, de suave declive y de regadío en mucha parte por las aguas del expresado río Cabrera, sobre el cual hay 1 puente de piedra y varios pontones de madera. Sus sierras están pobladas de monte alto y bajo; los caminos son carreteros de pueblo a pueblo encontrándose en muy mal estado. Producción: Centeno, lino, habichuelas, patatas, castañas, hortaliza, fruta y legumbres y caza de muchos lobos, jabalíes, corzos, ciervos, gamos y perdices. La industria consiste en algunos telares de lana y lino. Población de todo el ayuntamiento: 289 vecinos; 1300 almas. Capital de productos: 2573,608 reales.; Imponible: 132,347; Contribución: 15,193 reales, 20 maravedíes.
Pascual Madoz.

## Patrimonio
- Numerosas muestras de arquitectura popular en piedra negra de pizarra y madera, en la que se realizaban las viviendas, pajares, puentes, molinos y fuentes.
- Iglesia de San Justo y Pastor.
- Ermita de Nuestra Señora del Carmen.
- La Fervienza.
- Monumento Natural del Lago de la Baña

## Cazario de Léon
El Cazario de León se ubica en La Baña en un edificio vanguardista de 734 metros diseñado por el arquitecto leonés Javier López Sastre. Es un centro de ocio y cultura que toma como hilo conductor la cultura de la caza uniéndola a los importantes recursos naturales, arqueológios, arquitectónicos, las tradiciones y leyendas, la fauna y la flora que ofrece esta zona.

## Valores naturales
La Baña, pese a encontrarse situada en una zona de explotaciones mineras a cielo abierto, sorprendentemente mantiene un alto nivel de conservación de su riqueza biológica y paisajística. 
La cobertura vegetal destaca por las masas de robles y abedules situados en las laderas bajas y cauces fluviales, ocasionalmente mezclados con chopos, alisos y sauces. Con menor frecuencia se pueden llegar a descubrir otras especies como el tejo y el acebo.
De entre la fauna destaca el lobo como criatura más emblemática, compartiendo su papel de depredador con el águila real. Existen otros ejemplares de animales cazadores como el azor, el gavilán, águila perdicera, halcón peregrino, la marta, gineta, nutria y zorro, este último uno de los más abundantes en la zona.
El panorama zoológico de este espacio natural protegido se completa con ejemplares de otras especies como pueden ser Ciervos, Corzos, Perdices, Jabalíes, Conejos o truchas.